# Sovraccoperta

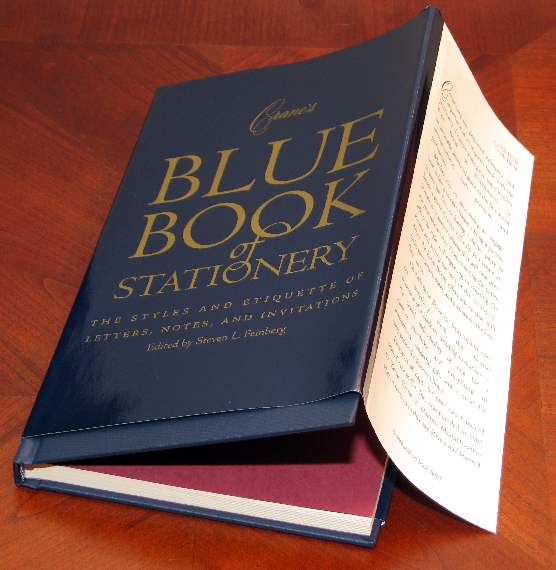
Una sovraccoperta, puntellata e parzialmente spiegata per l'illustrazione

Per sovraccoperta (a volte definita anche sovracopertina o sopracopertina) si intende la copertina esterna rimovibile di un libro, solitamente realizzata in carta e stampata con testo e illustrazioni. Spesso è dotata di alette piegate al fine di reggersi sul davanti e sul retro della copertina vera e propria, che può proteggere da eventuali danni. Spesso sul retro o sulle stesse alette sono stampate: informazioni biografiche sull'autore; un riassunto del libro fatto dall'editore o giudizi favorevoli da parte di celebrità o di esperti della stessa area tematica dello scritto.

## Storia
Prima dell'invenzione della stampa a caratteri mobili sono esistiti molti tipi di coperture protettive rimovibili, sia per i rotoli dei tempi antichi, sia per i codici manoscritti, passando dal Medioevo fino all'età moderna.

Fino al 1820 la maggior parte dei libri venivano pubblicati non rilegati e in faldoni e generalmente erano venduti o in questa forma o in semplici legature eseguite dal libraio o in altre - più resistenti e su misura - commissionate dal cliente. All'epoca quindi gli editori non avevano delle misure per le rilegature e quindi non c'era motivo di creare delle sovraccoperte. Essi infatti occasionalmente modellavano le proprie copertine con pelle, carta da parati, pergamena o altro materiale.

### Negli Stati Uniti
Alla fine del XVIII secolo comparvero negli Stati Uniti nuove forme di commercializzazione di libri, che si distinsero proprio per la copertura: una consisteva nella realizzazione di libri in cartoncini rivestiti di carta, a volte con un'etichetta prestampata, un'altra riguardava la distribuzione di scritti in involucri di carta stampata, e un'altra ancora la produzione di libri tascabili con rilegature di pannelli di carta stampata. 

Nonostante dovessero essere temporanee, nel corso degli anni 1820 e 1830 queste soluzioni divennero molto popolari e cominciarono ad essere applicate anche ai libri da regalo e agli almanacchi, fino a che non comparvero libri rivestiti da guaine di cartoncino staccabili, a volte genericamente ed erroneamente chiamate le "prime sovraccoperte". In realtà, le prime vere rilegature in stoffa e pelle uguali per ogni copia di un'edizione di un libro furono introdotte poco prima del 1820 dall'editore ed inventore William Pickering.

### In Giappone
In Giappone i libri sia con copertina rigida che con copertina morbida sono spesso dotati di due sovracopertine: una a grandezza naturale, che svolge la stessa funzione di quella occidentale (e di solito è conservata con il libro), e una più sottile, chiamata  obi (letteralmente "cintura") e che invece svolge una funzione analoga alle sovraccoperte esistite in Occidente nel XIX secolo.
Simili copertine si trovano anche negli Stati Uniti: un esempio sono quelle per la serie a fumetti di  Palookaville di Gregory Gallant.